# Чайка (теплоход, 1929)
«Чайка», с 7.01.1937 года «Николай Островский», с 29.10.1939 года «Островский» — грузопассажирский теплоход Совторгфлота, был построен на Севастопольском морском заводе. Мобилизованный минный заградитель, вспомогательное судно Черноморского флота ВМФ СССР. Участвовал в Великой Отечественной войне. Потоплен немецкой авиацией 23 марта 1942 года в порту Туапсе.

## Характеристики
Судно имело две мачты, одну дымовую трубу. Грузоподъемность составляла 742 тонны, четыре трюма были рассчитаны на 964 м³. груза. Пассажировместимость 24 человека в 1-м классе, 76 — во 2-м классе, 242 — в 3-м классе, а также 50-100 человек на верхнюю палубу.
- Водоизмещение: 2625 т.
- Размеры: длина — 79,9 м, ширина — 12 м, осадка — 4 м.
- Скорость полного хода: 12,5 узлов.
- Силовая установка: дизельная, 2 х 715 л. с., 2 вала.
- Вооружение: 2х1 76,2-мм, 4х1 45-мм орудия, до 300 мин типа «1926» и КБ-1 или до 600 мин типа «1908».
- Экипаж: 94 человек.[1]

## Постройка и гражданская эксплуатация
По заказу Совторгфлота 1 августа 1928 года на Севастопольском морском заводе был заложен грузопассажирский теплоход «Чайка» (заводской № 80/36) по проекту теплохода «Дельфин». Спущен на воду 15 апреля 1930 года, сдан заказчику 2 декабря 1931 года.
Эксплуатировалось на Азовско-Черноморской линии, порто приписки: Ростов-на-Дону (№ 202). С 15 марта 1934 года теплоход вошел в состав вновь образованного Азовского государственного морского пароходства. 7 января 1937 года судно было переименовано, получив название «Николай Островский». До конца 1939 года судно в паре с однотипным теплоходом «Антон Чехов» (бывший «Дельфин») эксплуатировалось на экспресс-линии Ростов-Батуми. Совершались также разовые рейсы в Турцию.

## Служба
29 октября 1939 года теплоход «Николай Островский» из состава Азовского ГМП был передан Черноморскому флоту, переименован в «Островский» и поставлен на переоборудование в минный заградитель. Вошел в состав Черноморского флота 8 июля 1940 года.
После начала Отечественной войны использовался для минных постановок на подходах к базам и побережью. 17-19 июля 1941 года в районе озера Устричное минный заградитель совместно с БТЩ-408 «Якорь» и БТЩ-406 «Искатель» выставили 510 мин образца 1926 года и 160 минных защитников. Всего за два начальных месяца войны корабль произвел одиннадцать минных постановок.
С конца июля 1941 года «Островский» был направлен на военно-транспортные перевозки в Севастополь, Феодосию, Керчь и порты Кавказа.
В начале 1942 года корабль стал на ремонт в ковше Туапсинского судоремонтного завода.

### Гибель
23 марта 1942 года досрочно отремонтированный «Островский» готовился к проведению испытаний на швартовых. На судне бригады ремонтников и подростки из ремесленных училищ, заканчивающие отделочные работы. В 16 часов немецкая авиация совершила массированный налет на порт Туапсе. В корабль попало две 250-килограммовые бомбы, одна из них взорвалась под судном. Подброшенное и опрокинутое взрывом, оно набрало воду и легло бортом на грунт, придавив мачтами стоящее рядом судно-углеперегружатель СП-44. Оставшаяся над водой часть корабля загорелась. Прибывшие на двух машинах пожарные начали тушение, но очередная бомба разметала людей и технику. Одна пожарная машина была иссечена осколками, вторая сгорела. Водолазы пытались поднять людей с корабля, спасти удалось 3 человека. Спасательная шлюпка с теплохода «Грузия», стоящего рядом на ремонте, подобрала с воды восемь раненых. Помощь оказывал буксир «Борей». Всего погибло около сотни человек: рабочие завода, 19 членов экипажа и пожарные.
Комиссия для обследованию под председательством флагманского инженера-механика базы капитана-инженера 2 ранга Н. В. Богомолова в июле 1943-го пришла к выводу: корабль не подлежит восстановлению. Остов корабля в августе-сентябре 1946 года 68-м аварийно-спасательным отрядом был с помощью взрыво-технических работ разделен на части, поднят и сдан на металл. Работы были закончены к 1948 году.

## Командиры и капитаны
- капитан-лейтенант Фокин М. И.[1][4]

## Память
В сентябре 1971 года на набережной Туапсе был установлен памятник погибшим членам экипажа минного заградителя «Николай Островский». На мраморной плите высечены 19 фамилий моряков корабля.